# Pereskiopsis spathulata
Pereskiopsis spathulata é uma espécie de planta pertencente à família Cactaceae e ao gênero Pereskiopsis.

## Descrição
Pereskiopsis spathulata é uma espécie freqüentemente usada como material de enxerto para outros cactos, pois promove o crescimento rápido do descendente. Seu pequeno diâmetro o torna um excelente material de enxerto para mudas pequenas. Possui raízes muito prontas e pode suportar regas frequentes e pouco frequentes. A temperatura média mínima para esta planta é de 12 °C por serem cactos tropicais. Seu caule pode apodrecer facilidade, especialmente se estiver em ambientes inundados.